# Dobrado
Dobrado, de acordo com a terminologia musical, é um acidente musical duplo, que consistem em elevar ou abaixar a afinação em intervalo de um tom. Assim, enquanto o sustenido eleva em meio tom uma nota, um dobrado sustenido consiste na elevação de um tom. Do mesmo modo, o dobrado bemol desce a nota em um tom, visto que o bemol simples altera em meio tom descendente. Existem tonalidades que em cuja escala encontra-se notas com dobrado sustenidos, como também outras com dobrados bemóis.
Por exemplo:
A escala de Sol Sustenido(G#); Tem a nota Fá dobrado sustenido como sendo o sétimo grau da escala:
Sol# - Lá# - Si#.Dó# - Ré# - Mi# - Fá##.Sol#

## Dobrado como gênero musical
No Brasil, a palavra dobrado é usada para indicar um subgênero das marchas militares, muito popular entre as bandas militares do país. Entre os dobrados militares mais famosos estão o "Batista de Melo" e o "Cisne Branco". O Dobrado não-militar mais popular é o "Dois Corações", de Pedro Salgado.
Surgiu também no Brasil o chamado dobrado sinfônico, um tipo de peça escrita para bandas de música e bandas sinfônicas com contrapontos e um plano dinâmico bem mais trabalhados que os dobrados comuns.
De acordo com Silva (2018) o dobrado Batista de Melo é um grande exemplo de obra brasileira para banda de música. Foi composto por Matias de Almeida a pedido do
Senador da República Joaquim Batista de Melo, segundo Lisboa (2005).
Seu início, na linha do trombone, já impõe uma atitude de precisão e vigor, as notas agudas (Mi3 e Lá3) exigem que o instrumentista tenha algum amadurecimento como músico. De um modo mais amplo, podemos dizer que o dobrado Batista de Melo possui as características descritas por Granja (1984). Apresenta uma Introdução seguida da Seção A na tonalidade principal que é fá menor, na sequência, em tonalidade relativa maior, lá bemol maior, estão a Seção B e o Trio.

### Joaquim Batista de Melo
Nasceu em Elói Mendes (MG). Era filho adotivo de Joaquim Elói Mendes, o barão de Varginha, e de Mariana Bárbara da Conceição. Herdou do pai, além da situação econômica, o prestígio político que o fez se destacar na região.
Ingressou na política ao ser eleito chefe do Executivo do município de Varginha para o período de 1895 a 1897. Foi o responsável pela criação do estatuto da Câmara dos Vereadores. Além disso, buscou difundir o gosto pela leitura no município, reformando e ampliando a biblioteca pública e incentivando concursos literários. Encerrada sua gestão, afastou-se da vida pública para administrar os negócios da família.
Retornou à política em 1912 ao ser eleito deputado federal. Assumiu sua cadeira na Câmara dos Deputados, no Rio de Janeiro, então Distrito Federal, em 3 de maio do mesmo ano e exerceu o mandato até 31 de dezembro de 1914, quando se encerrou a legislatura.
Fundou o jornal Aurora da cidade de Elói Mendes (MG), onde faleceu em 1914.